# 菅野道親
菅野 道親（すがの みちちか、1859年（安政6年9月） - 1940年（昭和15年）3月23日）は、日本の政治家、衆議院議員（1期）。旧姓・南野

## 経歴
河内国若江郡(のち大阪府中河内郡玉川村→玉川町→河内市、現・東大阪市)生まれ。東京市会書記長、東京市主事となる。
1894年9月の第4回衆議院議員総選挙において大阪6区から「南野道親」の名で無所属で立候補して当選した。衆議院議員を1期務め、1898年3月の第5回衆議院議員総選挙では「菅野」に改姓して自由党から立候補したが落選した。1940年に死去した。